# Caniparola

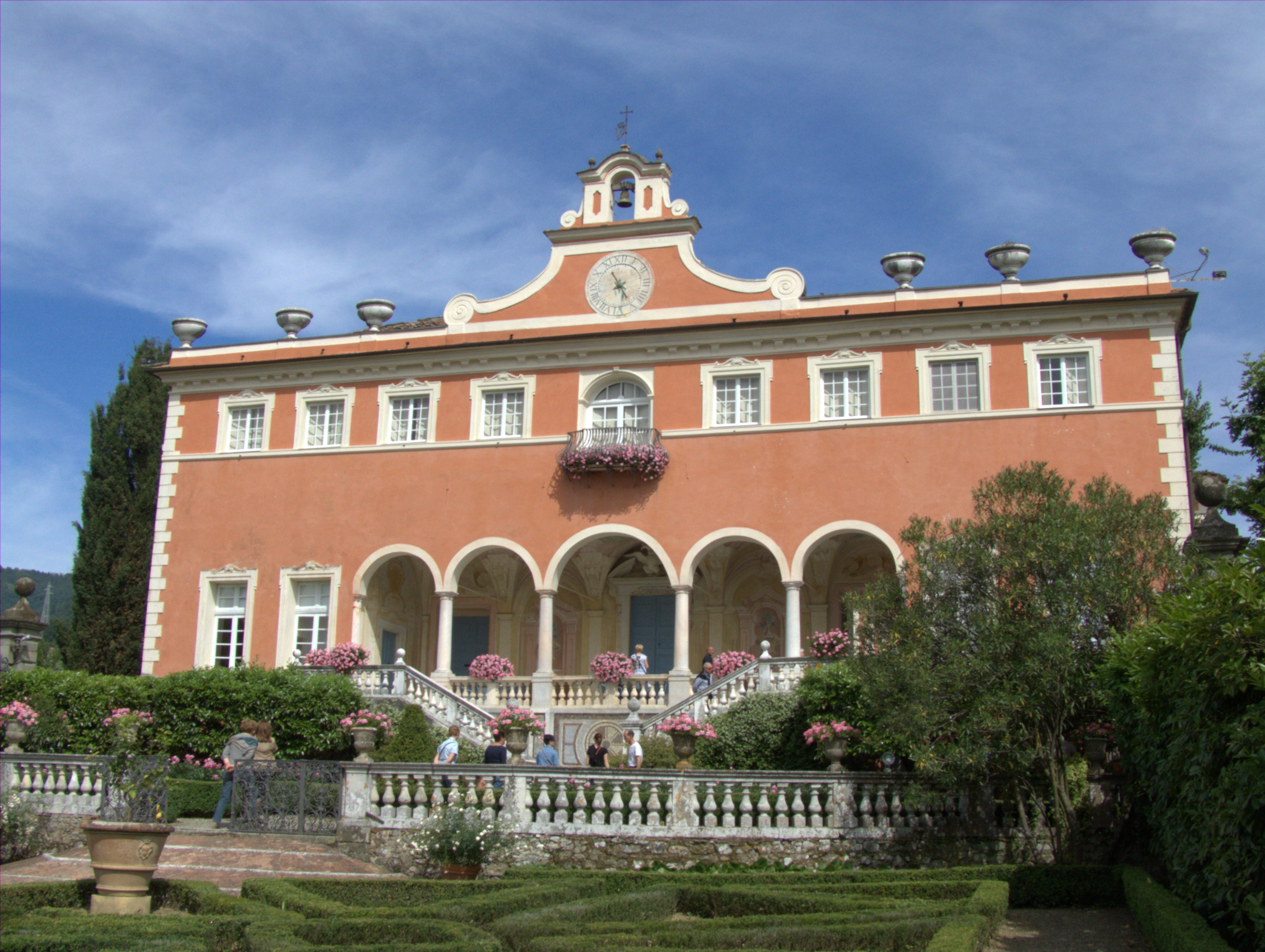
Villa Malaspina

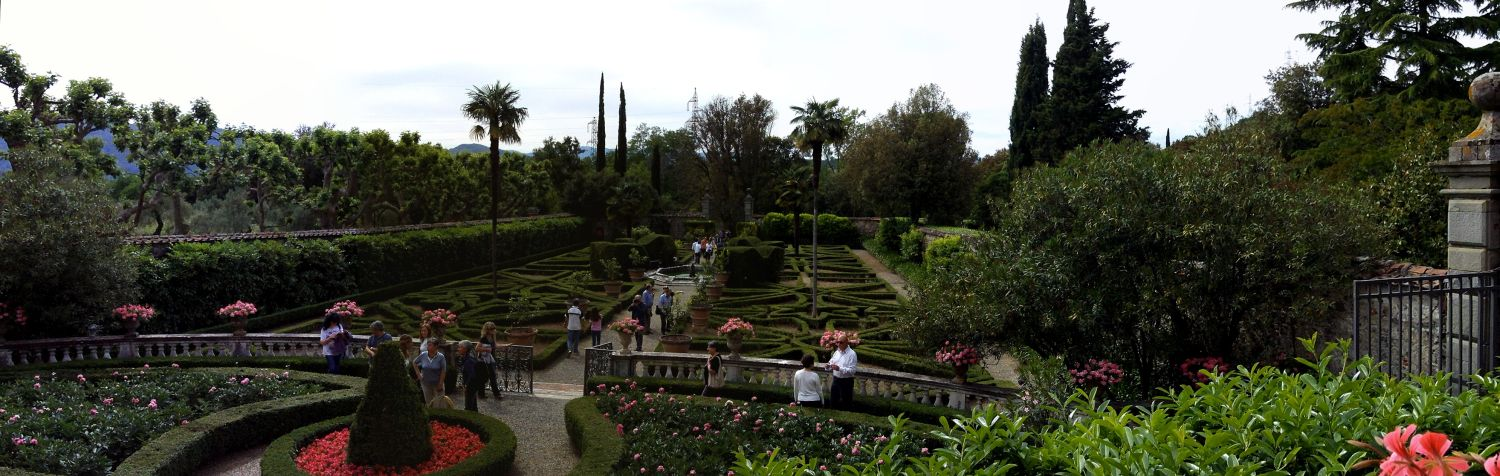
Giardino all'Italiana della Villa Malaspina

Caniparola è una frazione del comune di Fosdinovo, in provincia di Massa-Carrara.

## Geografia fisica
Si trova a sud del borgo di Fosdinovo, nella parte pianeggiante del territorio comunale, a circa 39 metri d'altezza sul livello del mare.
Si tratta della più bassa tra le frazioni del comune di Fosdinovo per altitudine e si disloca lungo la prima parte della strada provinciale che dall'Aurelia conduce sino al capoluogo comunale. Confina a sud con la frazione sarzanese di San Lazzaro, a est con la frazione castelnovese di Colombiera e a ovest con il quartiere sarzanese di Sarzanello.

## Storia
Fin dal 1355, anno in cui nacque il Marchesato di Fosdinovo, Caniparola ne faceva parte, in qualità di villaggio minore. Per tutta l'esistenza del Marchesato, Caniparola ne condivise il destino, assumendo piano piano un'importanza via via sempre più crescente. 
Fino al XVIII secolo, sorgeva a Caniparola una torre, edificata al tempo dei vescovi di Luni, sulla quale il marchese di Fosdinovo Gabriele III Malaspina, portando a termine il progetto del suo predecessore, Carlo Francesco Agostino Malaspina, che vi morì nel 1722,  costruì nel 1724 la propria residenza estiva, la villa Malaspina. Sempre Gabriele III completò la via maestra che ancor oggi collega Caniparola a Fosdinovo. La piana su cui fu fondata la villa era già sfruttata per uso agricolo dai Malaspina, che vi avevano fatto costruire diverse case coloniche (si parla infatti di "fattorie malaspiniane"). Verso la metà del XVIII secolo, tra la fine del marchesato di Gabriele III e l'inizio di quello di Carlo Emanuele Malaspina, furono scoperti poi dei banchi di lignite per l'estrazione del cosiddetto "carbon fossile di Caniparola".
Dopo la Restaurazione, Fosdinovo e, di riflesso, anche Caniparola passarono sotto gli Estensi, che nel 1822 completarono la prima strada rotabile del fosdinovese, lunga circa 8 miglia, che dal Portone di Caniparola giunge ancora oggi a Tendola passando da Fosdinovo. 
I discendenti dei Malaspina di Fosdinovo, durante il dominio estense, vissero nella Villa Malaspina, poiché il Castello di Fosdinovo era stato comprato dagli Estensi stessi per evitare che venisse usato come cava di materiale. 
Fin dal 1865 é attestata la presenza a Fosdinovo di una setta chiamata "Congiura", esprimente idee socialiste, con fulcro presso gli operai di lignite di Caniparola. 
Nel 1937 per la prima volta il Giro d'Italia attraversò il Comune di Fosdinovo, scoprendo l'irta salita di 6,2 km che porta da Caniparola a Fosdinovo (pendenza media del 7%, con punte del 10%), durante la quarta tappa tenutasi l'11 maggio, che si articolava tra Genova e Viareggio. La tappa fu vinta dal ciclista italiano Olimpio Bizzi, mentre il primo in vetta dopo la salita era Enrico Mollo, che arrivò poi terzo alla tappa. 
Il toponimo di Caniparola deriva dalla coltivazione della canapa che si svolgeva nell'area in passato.

## Monumenti e luoghi d'interesse

### Architetture religiose
- Chiesa vecchia di Sant'Antonio da Padova, all'interno del borgo di Caniparola.
- Chiesa nuova di Sant'Antonio da Padova, posta all'esterno del borgo, lungo il Viale Malaspina.

Santuario Madonna del portone 
Borgo storico in via Papa Giovanni XXIII

### Architetture civili
- Arco di Caniparola, nel centro del borgo: si tratta di un complesso architettonico che comprendeva la piccola cappella della Madonna della Seggiola, edificata nel Cinquecento per volere dei Malaspina.
- Portone di Caniparola, ora scomparso. Posta al confine con la frazione sarzanese di San Lazzaro, era una grande porta posta lungo quella che allora era chiamata la strada regia postale di Genova (ora l'Aurelia), alla destra del torrente Isolone, nell'ultimo lembo del marchesato di Fosdinovo e, adesso, del comune di Fosdinovo.
- Villa Malaspina, edificata nel 1724 nei pressi dell'arco di Caniparola. La villa possiede un grande giardino all'italiana.

## Società

### Evoluzione demografica
Durante la seconda metà del Novecento, la frazione ha avuto un rilevante incremento demografico, corrisposto ad un altrettanto rilevante incremento delle infrastrutture e delle residenze costruite. La frazione rappresenta quasi la metà della popolazione totale del comune e si presenta oggi come una zona residenziale, pur conservando vigneti e uliveti del passato agricolo. Dal 2005 è sede anche del Punto di Emergenza Territoriale 118 del Comune attraverso la Pubblica Assistenza "Concordia" che, dal 1974, opera sul territorio. 
Tra Caniparola, San Lazzaro (Sarzana) e Molicciara (Castelnuovo Magra) si è venuta a creare nel tempo un'evidente continuità urbana che non risente dei confini amministrativi.

### Religione
Caniparola è sede della parrocchia di Sant'Antonio da Padova della diocesi di Massa Carrara-Pontremoli nel Vicariato di Carrara da marzo 2017 (prima si trovava in quello di Aulla). I parrocchiani sono 1624. La festa del patrono si festeggia con la solennità del 13 giugno.

## Cultura

### Istruzione
Caniparola è sede del distaccamento dell'istituto scolastico statale "Don Florindo Bonomi", consistente di materne, elementari e medie, la cui sede principale si trova a Fosdinovo.

## Sport
Caniparola possiede la grande palestra comunale di Fosdinovo e lo stadio "Mulattieri", situato in località Borghetto-Melara, dove si tengono alcuni tornei di calcio comunali come il Trofeo Città di Fosdinovo e il Memoriale Federico Severino, triangolare tra le squadre delle frazioni del comune. A Caniparola sono giocate inoltre le partite della principale squadra di pallavolo di Fosdinovo, la Volley C.P.O. Fosdinovo, il cui settore femminile partecipa attualmente al campionato regionale di Serie C.